# Голвірде
Голвірде (нід. Holwierde, нід. вимова: [ɦɔlˈʋirdə]) — село в нідерландській провінції Гронінген. Входить до складу муніципалітету Емсделта.
Його площа становить 0,56км², а населення станом на 2021 рік складало 935 осіб.
Перша згадка про населений пункт датується 1247 роком.

## Галерея

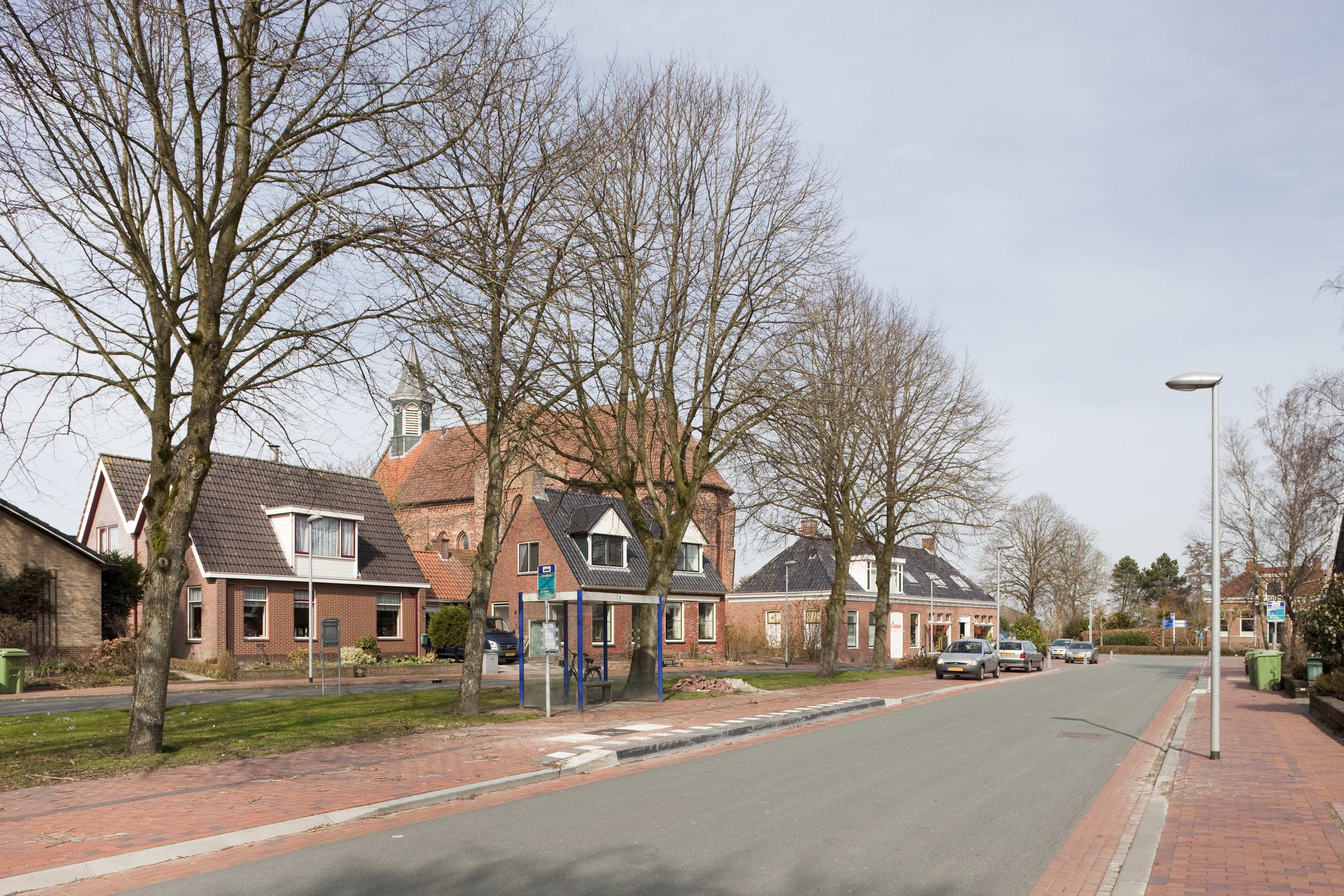
Вулична панорама
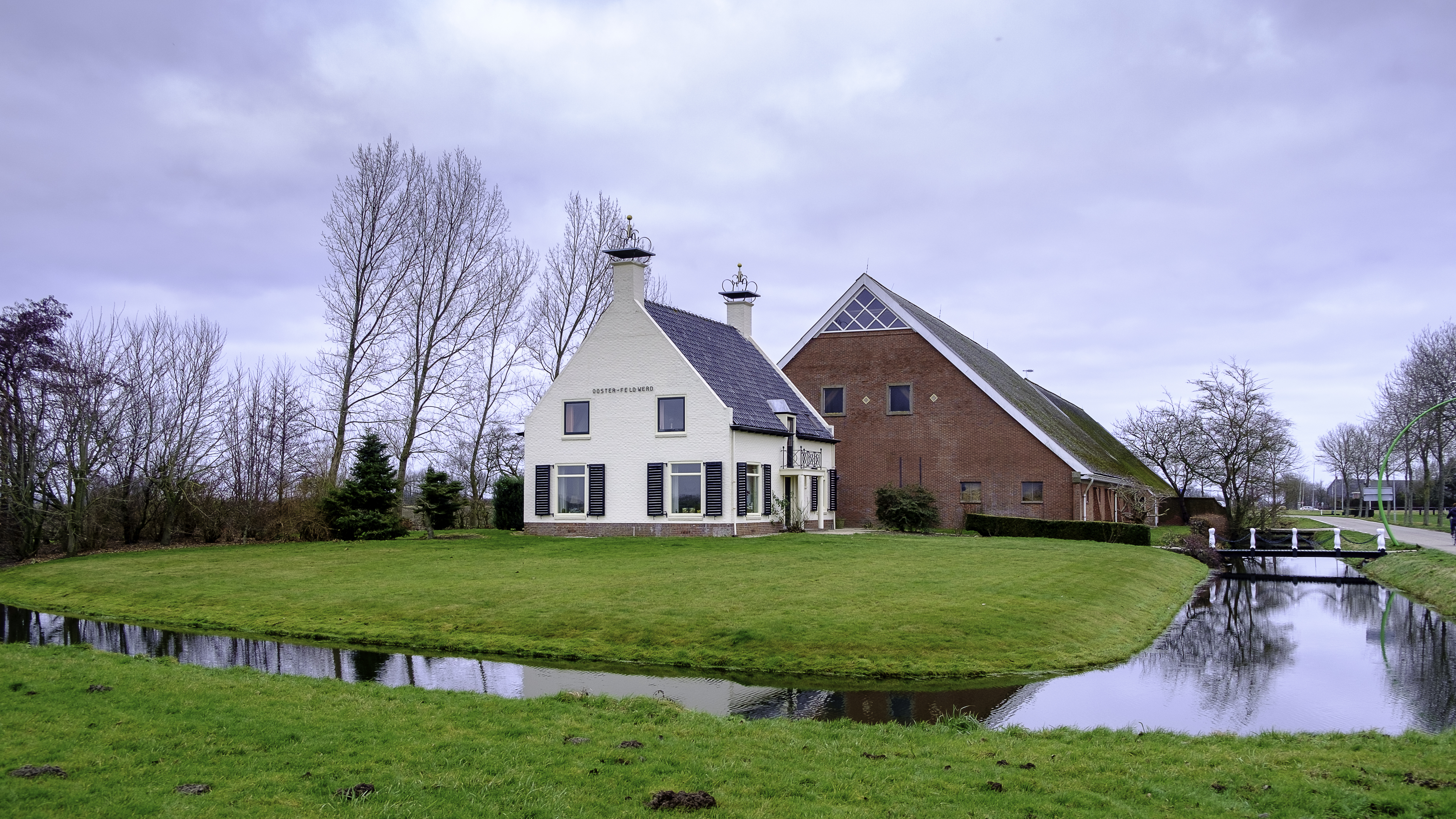
Ферма біля села
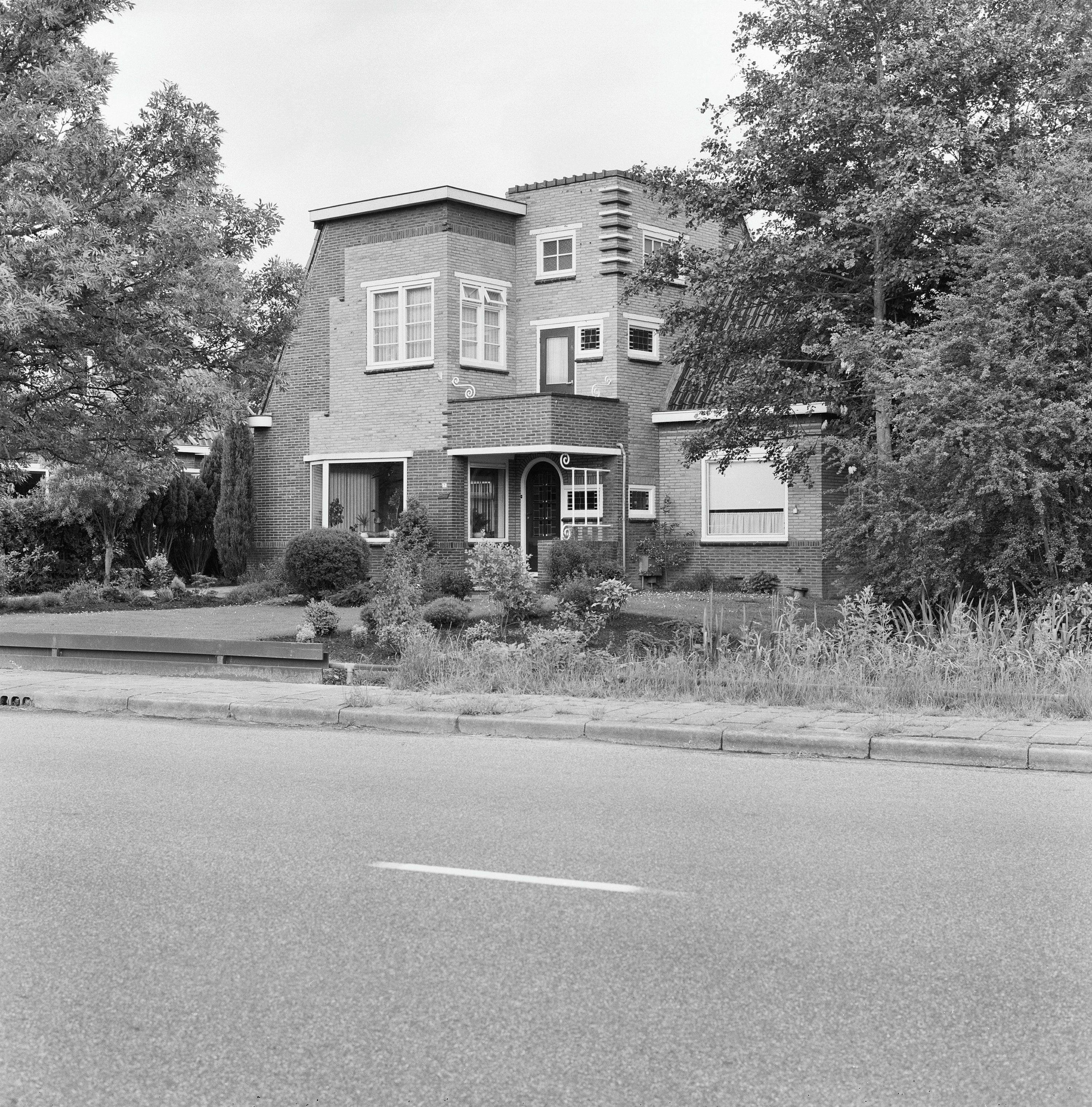
Вілла у Голвірде